# Клежани
Клежани (рум. Clejani) је насеље и седиште истоимене општине Клежани у жупанији Ђурђу у Румунији. Према попису из 2021. у насељу је било 1.809 становника. Околина места је сада позната по богатим налазиштима нафте, која се интензивно експлоатише.

## Прошлост
Половину 19. века у постојању села Клежани обележило је присуство и старање великог српског богаташа "Капетан Мише" - Мише Анастасијевића. Трговац сољу и бродовласник је купио спахилук надомак Букурешта, и решио да се ту скраси након напуштања Београда 1859. године.

### Спахилук Клежани
Клежани је један од (девет) и то највећи спахилук у Влашкој, мајора Мише Анастасијевића (1803-1885), познатијег као "Капетан Миша". Клежани су смештени 40 километара од Букурешта, а 60 километара од Дунава. Клежану је као средишту гравитирало неколико околних села у том шумовитом крају. Били су то: Вадулат (Ваду Лат), Хобаја, Обеђајку (Обедени) и Данчулешти – сви у округу Ђурђу. Посед је заокружио куповином у два маха - 1852. и 1856. године, за 200.000 царских дуката. Затим је уследио додатни трошак од 120.000 дуката да би подигао сва здања на том узорном спахилуку. Поред конака и других помоћних зграда, на спахилуку су никле бројне економске зграде за стоку и усеве, велике магазе за трговачку робу, фабрика шпиритуса и друго. Сваки спахилук, па и овај главни имао је изабрану поставу најпоузданијих чиновника. О делатности спахилука бринули су: управник, пословођа, новчар, два економа који управљају пољским радом, подрумџија, те 4 исправника који извршују налоге главног управника. Газду Мишу пратили су свуда, поред наизбежног кршног личног чувара Теше Бошњака, главни пословођа Никола Вујатовић или два писара. 
На свом поседу је Миша изградио велики "конак", који је по луксузу подсећао на двор. Ту је и било отменијих гостију у посетилаца који су готово свакодневно уживали српско гостољубље. Послуга је носила црногорску или херцеговачку ношњу током службе у конаку. Поред домаћиновог, био је изграђен и посебан конак за госте. У Клежане је шездесетих година 19. века више пута долазио у лов по околним шумама румунски краљ Карол I. Галантни домаћин Миша Анастасијевић је само једном приликом потрошио наводно 50.000 ф. у злату, за организацију гошћења какво се не памти. Тако је обезбедио квалитетно вино из Француске, довео за ту прилику куваре и посластичаре из Беча, а све слуге су биле обучене у нарочите ливреје. Око конака били су уређени велики паркови и алеје, за одмор и шетње. У конацима је било све на високом господственом нивоу: стилски намештај, фино скупоцено посуђе, сребрни уметнички рађени канделабри и други пробрани детаљи ентеријера. 
Племићка палата у Клежани је међутим за време Првог светског рата настрадала, сасвим пропала. Руинирали су то дивно здање и опљачкали обесни аустроугарски војници. За време Првог светског рата 1917-1918. године ту је боравио Србин из Сарајева, интернирац аустроугарски, Михајло Милановић. Био је постављен за постмајстера (поштара) и посведочио је недело окупатора.
Сада је у некадашњем двору Мишином смештена библиотека.

### Црква и школа
У месту је још 1836. године претходни земљедржац Алеку Вилар отворио прву школу. Исте, 1864. године спахија Анастасијевић је подигао као своју душевну задужбину ту, једну поред друге, православну цркву и зграду школску. 
У цркву посвећеној Св. Архистратигу Михајлу (иначе његовој крсној слави) у подној, гробној крипти почива од јануара 1885. године (а и сада) његово балсамовано тело, (неизмењено) у стакленом провидном ковчегу, под саркофагом. Над улазним вратима у цркву су две спомен-плоче са уклесаним текстом о задужбинару, на српском и румунском језику. На српском језику пише да је тај божји храм подигнут у име Св. Тројице од стране књ. срб. мајора Мише Анастасијевића житеља београдског и земљедршца мулка Клежани, посвећен Св. архистратигу Михаилу, при благодарном владању (влашког) кнеза Александра Јоана I 1864. године. Градња храма је задужбинара коштала 120.000 дуката, а радили су италијански мајстори. На торњу је 1864. године постављен велики сат са циферблатом. Црквени мобилијар допремњен је лађом из Беча, а иконостас је осликао познати румунски сликар Георге Татареску 1865. године. У поду црквеном су 1917. године биле две подне ограђене гробнице, са натписима задужбинара и његове супруге Христине. Иако су ту гробна крипта и велика њена зидна фреска, Христина је далеко - умрла и сахрањена у Београду на Старом гробљу, код цркве Св. Марка. На фресци се са стране види велики портрет задужбинара Анастасијевића, родом из Србије.
У порти се пред црквом сада налази споменик - мермерна биста великом добротвору тог краја Миши Анастасијевићу.
За издржавање школе, о којој је лично водио бригу (о настави и хигијени) определио је годишњи издатак од 28.000 леја у злату. Задужбинар је отворио у Клежани две основне школе, мушку и женску, коју је похађало у једном моменту 162 деце оба пола. Наставу су пратила деца свих нација, поред већине Влаха, било је Срба и Бугара. Један од Срба ученика те школе био је Драгољуб Свилокосић, чији је отац (иначе Београђанин) 1873. године био  газда Мишин економ у Клежани. Млади Свилокосић је постао новинар, био оснивач београдске "Борбе" (1893) и дипломатски чиновник Краљевине Србије. Мушка школа је имала четири разреда са два учитеља, а у женској школи је радила са женском децом по једна учитељица. Школовање је било бесплатно, заједно са школским прибором и уџбеницима. За 32 деце био је уз школу уређено "благодејаније" (ђачки дом), где су бесплатно становали, уживали храну и добијали одећу и обућу. Ту је прво радила основна, па затим много касније отворена прва занатска и уметничка школа са интернатом у Румунији. 
Православни храм импресивних димензија и стила, оштећен је током великог земљотреса 1977. године. У њему се служи литургија иако је мало верника. Тек од 1995. године кренула је велика опсежна рестаурација богомоље која приличи пре великим градовима него убогим Клежанима.

## Становништво
| 1992. | 2002. | 2011. | 2021. |
| ----- | ----- | ----- | ----- |
| 1.967 | 1.896 | 2.032 | 1.809 |

Према попису из 2021. у насељу Клежани је живело 1.809 становника што је за 223 мање (-10,97%) у односу на попис из 2011. када је у насељу било 2.032 становника.
На попису из 2011. већину становништва су чинили Румуни (64,62%), а од мањина је највише било Рома (28,05%).
| Етнички састав према попису из 2011.‍ | Етнички састав према попису из 2011.‍ | Етнички састав према попису из 2011.‍ | Етнички састав према попису из 2011.‍ | Етнички састав према попису из 2011.‍ |
| ------------------------------------ | ------------------------------------ | ------------------------------------ | ------------------------------------ | ------------------------------------ |
|                                      |                                      |                                      |                                      |                                      |
| Румуни                               | Румуни                               |                                      | 1.313                                | 64,62%                               |
| Роми                                 | Роми                                 |                                      | 570                                  | 28,05%                               |
| Непознато                            | Непознато                            |                                      | 149                                  | 7,33%                                |

## Историјски споменици
У табели су дати заштићени историјски споменици у Клежанима. Сви историјски споменици су од локалног значаја.
| Историјски споменик                                   | Историјски споменик                                   | Датирање                                    |
| ----------------------------------------------------- | ----------------------------------------------------- | ------------------------------------------- |
| Археолошки локалитет „Ла Каријера”                    | Насеље                                                | Халштат                                     |
| Археолошки локалитет „Ла Каријера”                    | Насеље                                                | Рано бронзано доба, културе Глина III и Теј |
| Црква Рођења Богородице                               | Црква Рођења Богородице                               | 1850—1902                                   |
| Хан капетана Мише Анастасијевића (данашња библиотека) | Хан капетана Мише Анастасијевића (данашња библиотека) | 1859.                                       |
| Црква Светих архангела Михаила и Гаврила              | Црква Светих архангела Михаила и Гаврила              | 1864.                                       |
| Руине трговачке школе                                 | Руине трговачке школе                                 | 1834, обновљена 1853.                       |
| Крипта капетана Мише Анастасијевића                   | Крипта капетана Мише Анастасијевића                   | 1885.                                       |
| Надгробни споменици неких српских породица            | Надгробни споменици неких српских породица            | 19. век                                     |